# Fenotipagem por DNA
Fenotipagem por DNA é o processo de prever o fenótipo de um organismo usando apenas informações genéticas coletadas da genotipagem ou sequenciamento de DNA. Este termo, também conhecido como fotoadequação molecular, é usado principalmente para se referir à previsão da aparência física e/ou ancestralidade biogeográfica de uma pessoa para fins forenses.
A fenotipagem por DNA usa muitos dos mesmos métodos científicos usados na medicina personalizada geneticamente informada, na qual a capacidade de resposta aos medicamentos (farmacogenômica) e os resultados médicos são previstos a partir das informações genéticas do paciente. Variantes genéticas significativas associadas a uma característica específica são descobertas usando uma abordagem de estudo de associação do genoma completo (GWAS), na qual centenas de milhares ou milhões de polimorfismos de nucleotídeo único (SNPs) são testados quanto à sua associação com cada característica de interesse. A modelagem preditiva é então usada para construir um modelo matemático para fazer previsões de características sobre novos assuntos.

## Fenótipos previstos
Os fenótipos humanos são previstos a partir do DNA usando métodos diretos ou indiretos. Com métodos diretos, as variantes genéticas ligadas mecanicamente à expressão variável dos fenótipos relevantes são medidas e usadas com metodologias estatísticas apropriadas para inferir o valor da característica. Com métodos indiretos, variantes associadas a componentes genéticos de ancestralidade que se correlacionam com o fenótipo de interesse, como marcadores informativos de ancestralidade, são medidas e usadas com metodologias estatísticas apropriadas para inferir o valor da característica. O método direto é sempre preferível, por razões óbvias, mas dependendo da arquitetura genética do fenótipo, nem sempre é possível.
Os métodos de determinação da ancestralidade biogeográfica têm sido altamente desenvolvidos na comunidade genética, pois é uma etapa fundamental do controle de qualidade do GWAS. Essas abordagens normalmente usam agrupamento genético humano em todo o genoma e/ou análise de componentes principais para comparar novos indivíduos com indivíduos selecionados com ascendência conhecida, como o Projeto Internacional HapMap ou o Projeto 1000 Genomas. Outra abordagem é testar marcadores informativos de ancestralidade (AIMs), SNPs que variam em frequência entre as principais populações humanas.
A fenotipagem do DNA é frequentemente chamada de "testemunha biológica", uma brincadeira com o termo testemunha ocular. Assim como uma testemunha ocular pode descrever a aparência de uma pessoa de interesse, o DNA deixado na cena do crime pode ser usado para descobrir a aparência física da pessoa que a deixou. Isto permite que a fenotipagem do DNA seja usada como uma ferramenta de investigação para ajudar a orientar a polícia na busca por suspeitos. A fenotipagem do DNA pode ser particularmente útil em casos arquivados, onde pode não haver uma pista atual. No entanto, não é um método utilizado para ajudar a encarcerar suspeitos, uma vez que medidas forenses mais tradicionais são mais adequadas para isso.